# Іспанська мова на Філіппінах
Іспанська мова на Філіппінах (ісп. Idioma español en Filipinas) — східноазійсько-тихоокеанський різновид іспанської мови, що набула поширення в колоніальний період на Філіппінському архіпелазі.
Крім власне Філіппін, де знаходився центр колоніального іспанського управління, в історичний мовний ареал іспанської мови входили також сусідні тихоокеанські території, що знаходилися під суверенітетом Іспанії: Гуам, Маріанські острови, Каролінські острови, Палау та інші острови Мікронезії, які Філіппіни, а також невеликі архіпелаги Індонезії, близькі до Мінданао, в яких іспанська грала роль лінгва франка. Відмінною рисою азійських різновидів іспанської мови став їхній переважно письмово-офіційний характер. І справді, незважаючи на свій статус офіційної мови в генерал-капітанстві протягом понад 300 років, до кінця іспанського колоніального періоду (1521-1899) лише близько 1% населення регіону мали переважно європейське походження і, відповідно, вважали іспанську мову єдиною рідною, Хоча, за оцінками, до 60% населення володіли нею як другою, третьою мовою або іноземною. Іспанська була основною мовою колоніальних регістрів, літератури, революційного руху, адміністративного офіціозу та армії. 
Основний удар по позиціях іспанської мови в країні завдала Іспано-американська війна 1898, після якої Філіппіни перетворилися фактично на колонію США, які проводили політику витіснення іспанської мови та заміну її англійською. Нижче наведено інші причини занепаду іспанської мови на Філіппінах. Тим не менш, на півдні країни (півострів Замбоанга) зберігається значна кількість носіїв іспансько-креольської мови чавакано (понад 0,6 млн осіб), дуже близької до іспанської. Понад те, до 40% лексики автохтонних мов Філіппін має іспанське походження. Також, колишній президент Філіппін Глорія Арройо знову ввела іспанську як обов'язковий предмет у філіппінських школах з 2008  після тривалої перерви з 1986.

## Розквіт іспанської мови у регіоні
Перші іспанці з'явилися біля архіпелагу після 1521, після експедиції Фернана Магеллана. Як і в ході середньовічної Реконкісти, Іспанія поставила собі за мету запобігти остаточній ісламізації Філіппін на зразок Індонезії за допомогою прямого військового втручання. На відміну від Латинської Америки, масова християнізація регіону не призвела до масової іспанізації. Як і в Латинській Америці, іспанські чоловіки брали шлюби з місцевими філіппінками і китаянками, але через крайню віддаленість Філіппін, кількість колоністів-європейців була вкрай невелика. Більш того, більшість прибулих були католицькі священики, які противилися поширенню іспанської мови в країні, боячись «розбестити» своїх нових прозелітів. Іспанське духовенство навіть сприяло розвитку алфавіту для місцевих мов, а також становленню їхньої літературної форми. І все ж таки в адміністративному апараті, а після 1863 і в школах, переважала саме іспанська мова.
Основний корпус іспаномовної філіппінської літератури кінця 19 - початку 20 ст. включає низку вишуканих творів, у тому числі два романи національного героя Філіппін Хосе Рісаля-і-Алонсо (1861-1896), витримані в імажиністській манері ліричні твори Фернандо Герреро (1873-1929) та Сесіліо Апостола (1877—1 сатира Хесуса Бальморі (1886-1948). Аж до кінця 19 ст. головною покровителькою мистецтв на Філіппінах була Римсько-католицька церква. В архітектурі, скульптурі та живопису того часу проявляється цікавий китайський або малайський варіант іспанського бароко. Хуан Луна (1857-1899) і Фелікс Ресурресьйон Ідальго (1855-1913) - талановиті філіппінські художники, що залишили батьківщину, - завоювали визнання в Іспанії своїми полотнами, виконаними в романтичному стилі.

## Іспанська мовна спадщина
Незважаючи на відтиснення іспанської мови на мовну периферію, в автохтонних мовах зберігаються численні іспанські запозичення. Близько 8000 коренів тагальською, у бісайських мовах — понад 6000 коренів. Продовжують використовуватись іспанські чисельні назви місяців року. Повсюдно зустрічаються іспанські топоніми: Рохос, Негрос, Сан-Карлос, Пуерто-Прінсеса, Толедо, Сентраль та ін. Крім того, серед філіппінців, як і раніше, поширені іспанські імена та прізвища.

## Занепад іспанської мови на Філіппінах
Іспано-американська війна 1898 призвела до встановлення американського контролю над Філіппінами. Спочатку американці були змушені самі користуватися іспанською у своїй колонії, хоч і висловлювали з цього приводу невдоволення. Вже в 1901 у країну спрямовані звані томасити — вчительський корпус піонерів — «першопрохідців», основна мета яких підготувати перехід Філіппін з іспанської мови викладання англійською. Перехід зайняв досить тривалий час: незважаючи на допомогу томаситів, перші книги, радіо- та телепередачі в країні виходять іспанською. 
У 1935 англійська стає офіційною поряд з іспанською мовою. Паралельно американці ведуть роботу щодо становлення єдиної національної мови на основі автохтонних елементів. 31 грудня 1937 такою мовою була обрана тагальська, основна розмовна мова столиці — Маніли. І все ж освітні заходи з американізації країни довгий час не могли повністю витіснити іспанську мову з архіпелагу. За першу половину XX століття частка філіппінців, які вільно володіють іспанською мовою, скоротилася з 10% до 6%, що пояснювалося швидше демографічним вибухом серед сільського населення, а не скороченням числа іспаномовних. У великих містах, і насамперед, у столиці, іспанська продовжує зберігатися. Але саме руйнівні наслідки Другої світової війни позбавили іспанську мову її міської бази. Під час японської окупації та американських бомбардувань особливо сильно постраждали міста, насамперед історичний іспаномовний квартал Маніли Інтрамурос. Багато іспаномовних родин загинули або змушені були емігрувати через різке зниження рівня життя в зруйнованій країні. На початок 1980-х у Манілі залишилося лише 2 корінних іспаномовних мешканці. На межі зникнення іспанська мова виявилася і в Кавіті, де колись переважали іспаномовні.
Сучасна філіппінська література створюється здебільшого англійською, особливо після 1950-х. Відомі такі майстри, як поет Хосе Гарсіа Вілья, романіст Н. В. М. Гонсалес, автор короткої розповіді Нікомедес Хоакін та есеїст Кармен Герреро-Накпіль. При цьому англійська активно конкурує з тагальською практично у всіх сферах, за винятком повсякденного спілкування через складність англійської фонетики та правопису порівняно з тагальською та/або іспанською.
У 1973 іспанська мова втратила статус офіційної, а в 1987 вона перестала бути обов'язковим предметом в університетах.

## Відродження іспанської мови
За даними Інституту Сервантесу, нині на Філіппінах проживає близько 3 180 000 осіб, які знають літературну іспанську мову, але лише менше 3 000 жителів з більш ніж 90-мільйонного населення країни, як і раніше, вважають іспанську мову рідною, крім тих, для кого рідна мова - Чабакано, креольська мова на основі іспанської (600 тисяч осіб на півдні країни і ще 12 000 в Малайзії). Вивчають іспанську мову близько 30 000 філіппінців. Як і раніше, іспанська мова використовується переважно в сім'ях змішаного іспансько-азійського походження (філіппінські метиси), зазвичай високого статку.